# Roland Kirsch
Roland Kirsch (n. 1960, Deta, județul Timiș – d. 2 sau 3 mai 1989, Timișoara) a fost un scriitor de limba germană din Banat, găsit spânzurat în locuința sa. Moartea sa i-a afectat pe ceilalți apropiați ai grupului Aktionsgruppe Banat, între care Herta Müller, care reușiseră să emigreze în Germania.

## Cariera
A fost de profesie inginer, într-un abator. Era și fotograf amator și scria proză scurtă.
A fost un apropiat al poeților din Grupul de Acțiune Banat.
În primăvara anului 1989 a fost găsit spânzurat în locuința sa. Nu s-a putut stabili cu precizie dacă s-a sinucis sau dacă a fost omorât.

## Scrieri
- Der Traum der Mondkatze (Visul pisicii din lună), proză, Edition Pixis bei Janus Press; Berlin și München 1996 (editat de Richard Wagner, cu un necrolog de Herta Müller)

## Prezent în antologii
A fost inclus în antologia bilingvă Scriitori germani din România de după 1945, apărută în 2012 la Editura Curtea Veche.